# Вратислав (сын Пржемысла Отакара I)
Вратислав Пржемыслович (не позднее 1181 — не ранее 25 января 1231) — представитель чешской династии Пржемысловичей, старший сын короля Чехии Пржемысла Отакара I и его первой жены Адельгейды Мейсенской.

## Биография
В 1198 году родители Вратислава развелись, и он потерял право на престолонаследие, несмотря на то, что у Пржемысла Отакара не было других сыновей. Вратислав жил при дворе в Мейсене. В 1212 году император Оттон IV отдал в лен Вратиславу Чехию. Однако у Вратислава не было никаких шансов овладеть престолом Чехии. В 1216 году Пржемысл Отокар I изменил порядок престолонаследования престола и окончательно лишил своего старшего сына прав на престол. Последний раз Вратислав упоминался в 1231 году.